# Oleg Konstantinovič Antonov
Oleg Konstantinovič Antonov (in russo Олег Константинович Антонов?; Troick, 7 febbraio 1906, 13 gennaio del calendario giuliano – Kiev, 4 aprile 1984) è stato un ingegnere sovietico, capo dell'OKB Antonov.

## Biografia
Nel 1930 Antonov si diploma all'Istituto Politecnico Kalinin di Leningrado. Nel 1946 diventò capo dell'Antonov Design Bureau che lo fece trasferire a Kiev.
Antonov era un dottore di scienze e membro dell'Accademia delle Scienze della Repubblica Socialista Sovietica Ucraina (RSS Ucraina) dal 1968, eroe del lavoro socialista (1966), membro del Soviet Supremo dell'Unione Sovietica nella quinta, sesta e settima assemblea.
Ricevette un Premio dell'URSS nel 1952 ed un Premio Lenin nel 1962, Antonov fu inoltre decorato con due medaglie dell'Ordine di Lenin e con varie altre medaglie ed onorificenze. Una strada di Kiev prende il suo nome.
Fu coniata in suo onore dalla Banca Nazionale dell'Ucraina una moneta in nickel. La Banca centrale della Federazione Russa invece, per celebrare il centesimo anniversario della sua nascita fece coniare delle monete d'argento.

## Galleria d'immagini

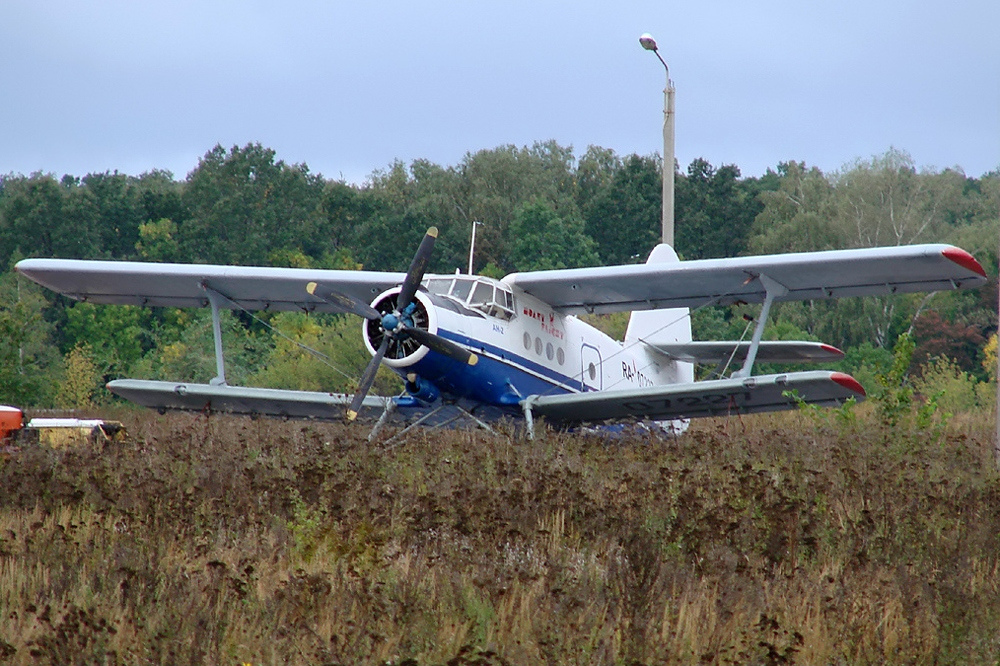
АН-2
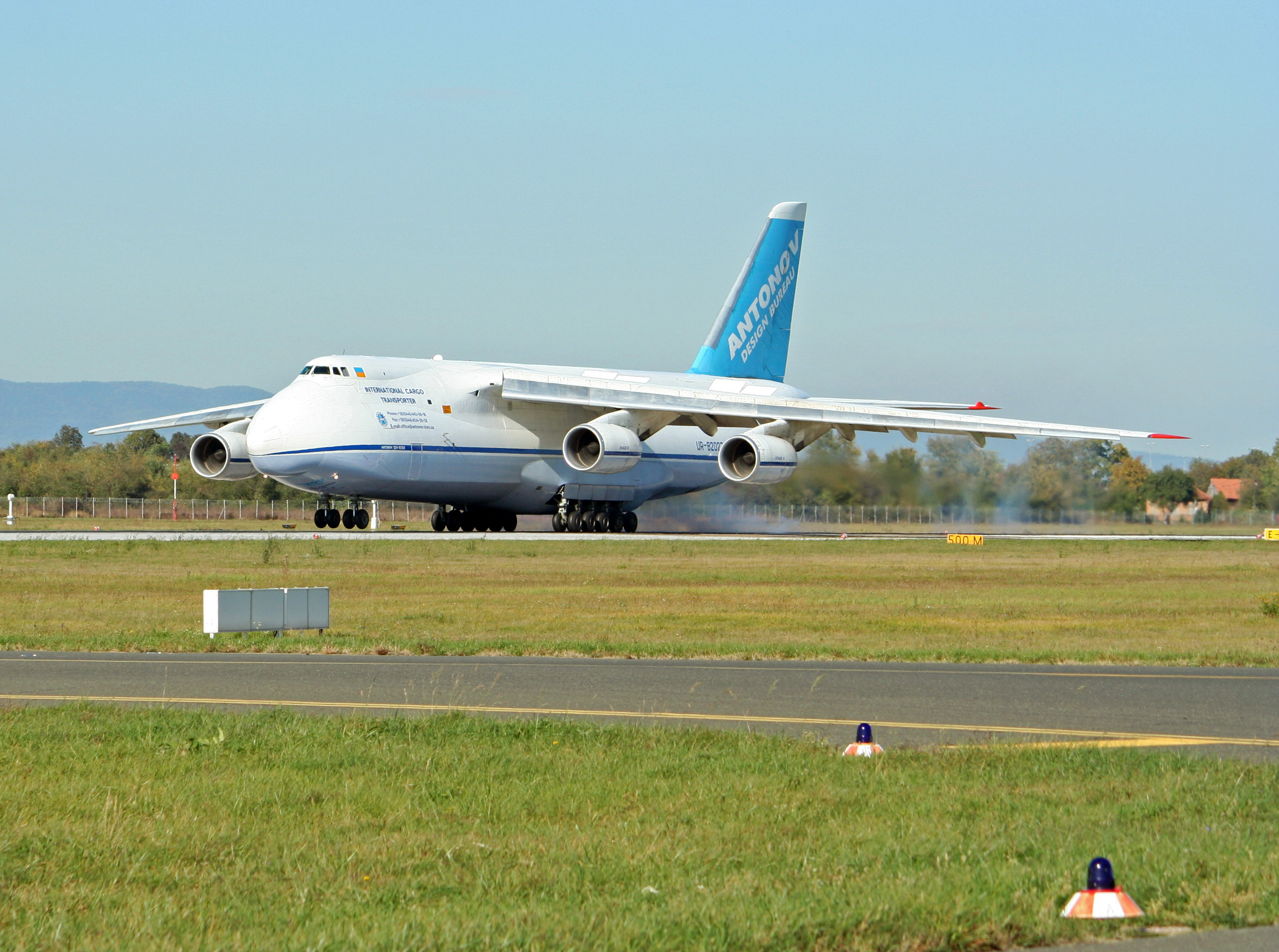
АН-124
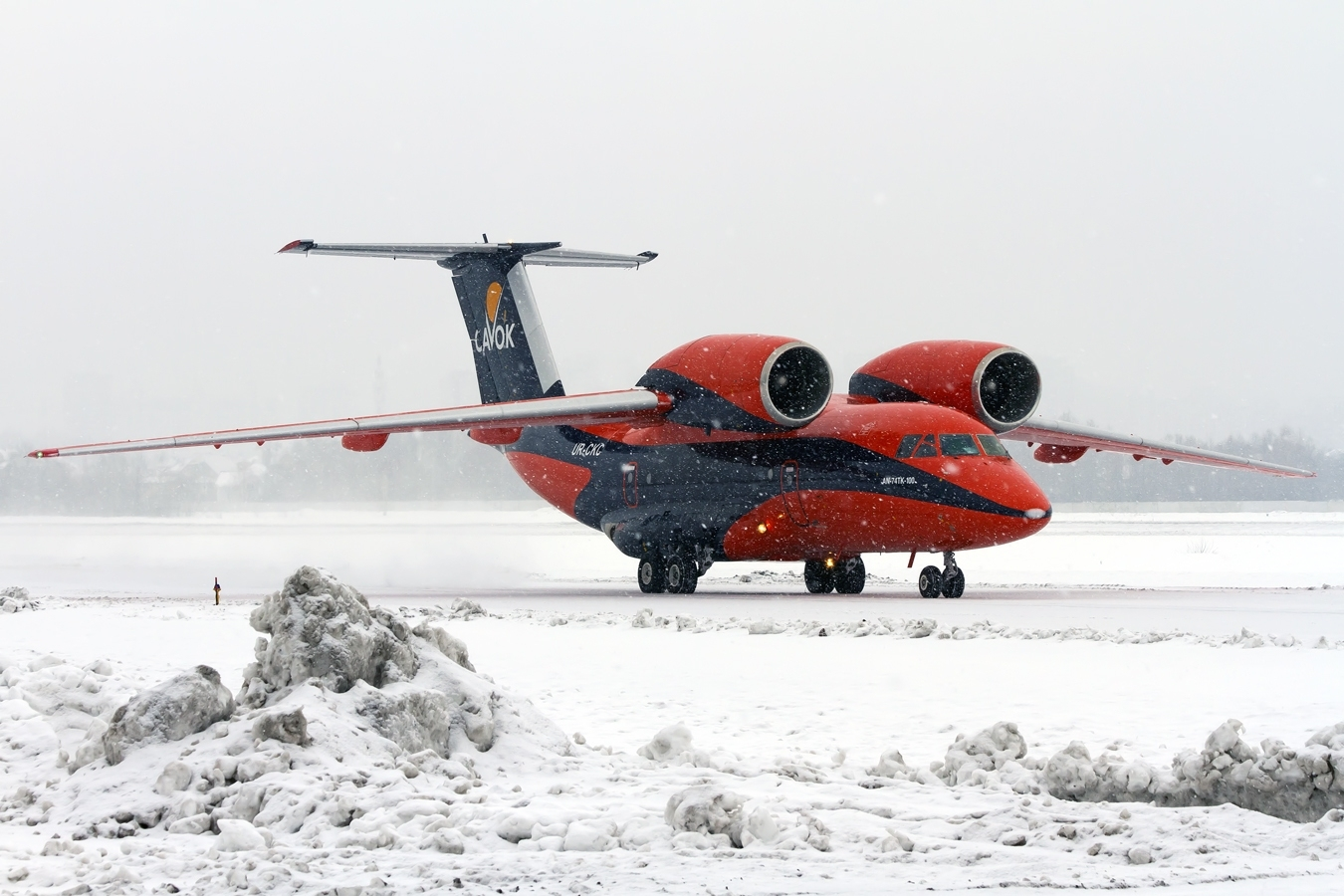
АН-74
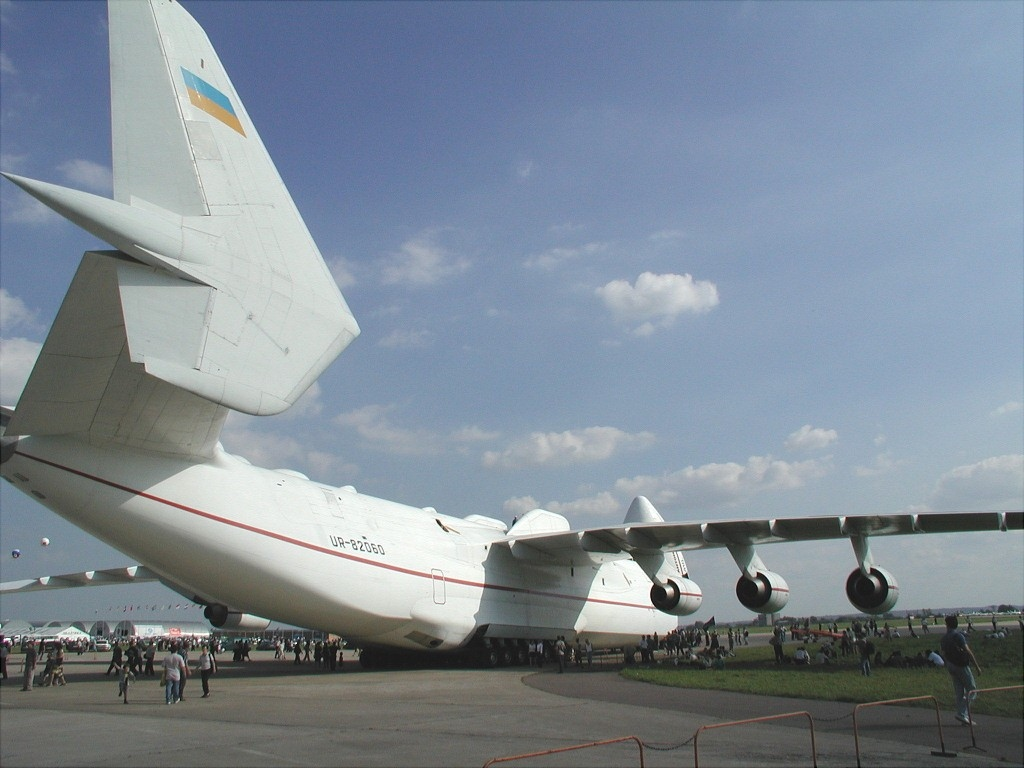
АН-225
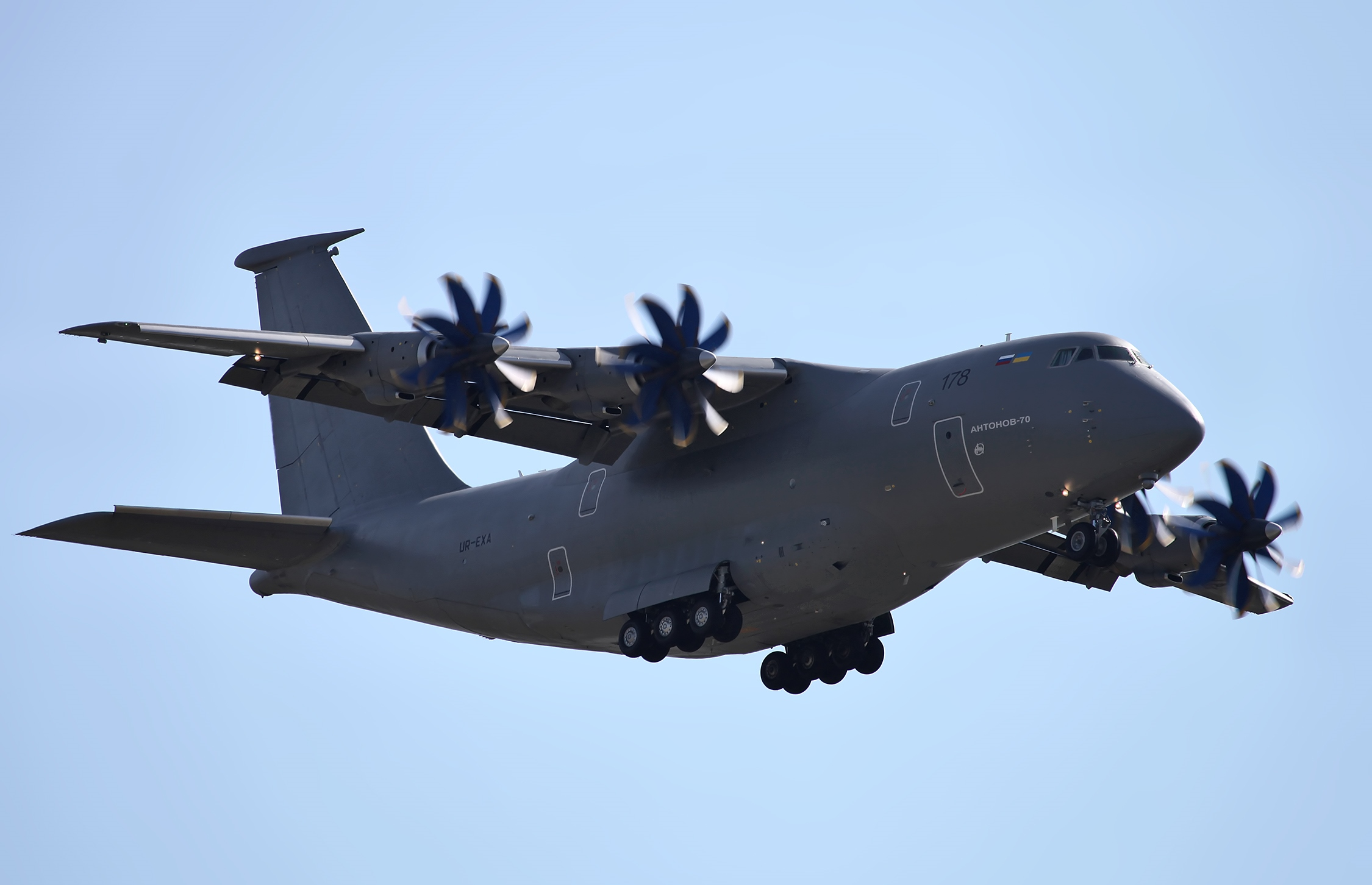
АН-70
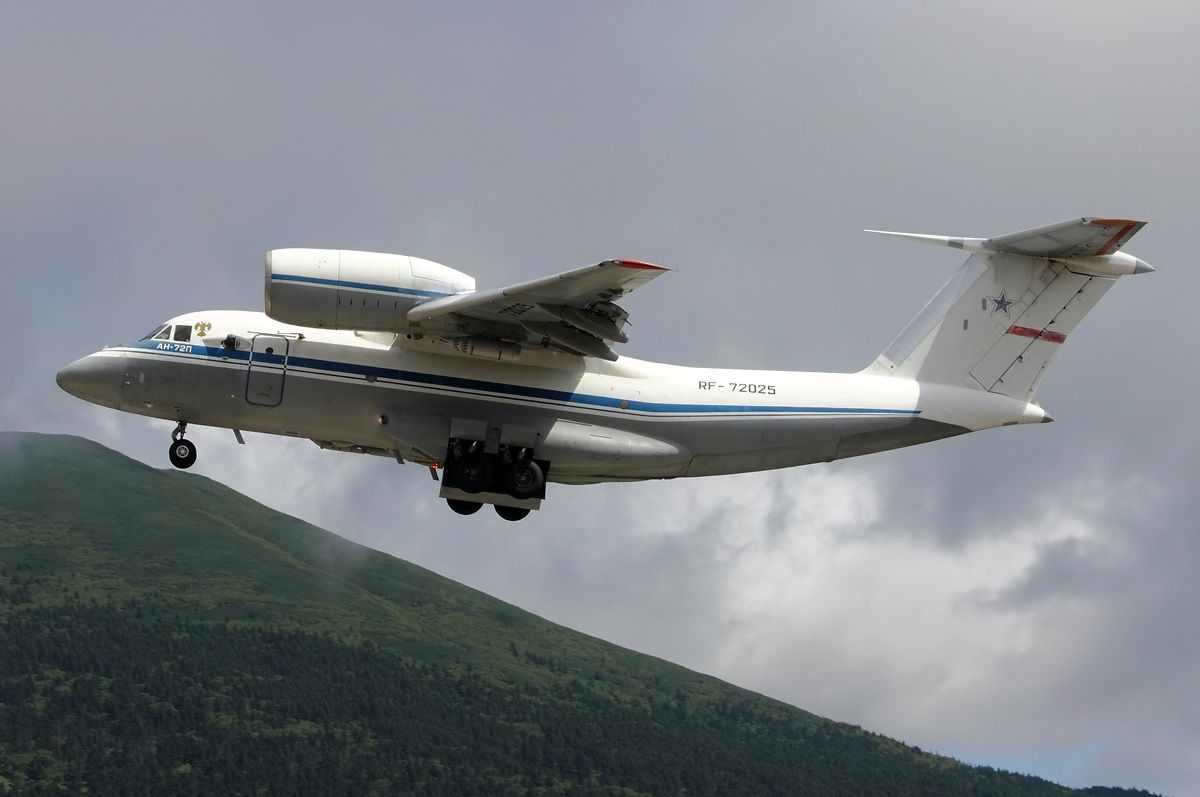
АН-72 с
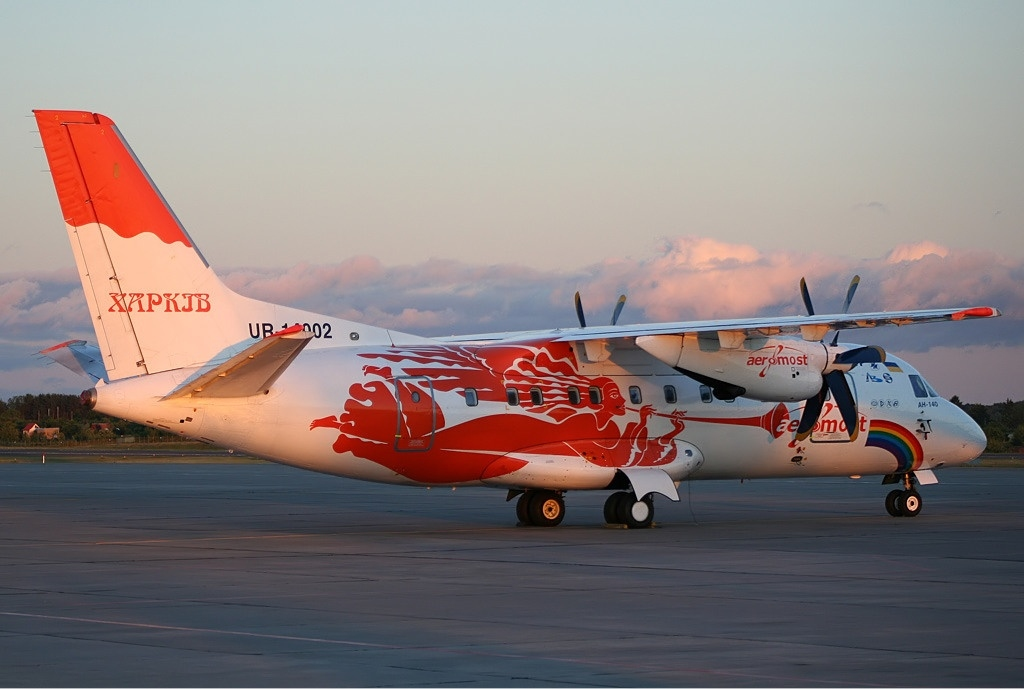
АН-140
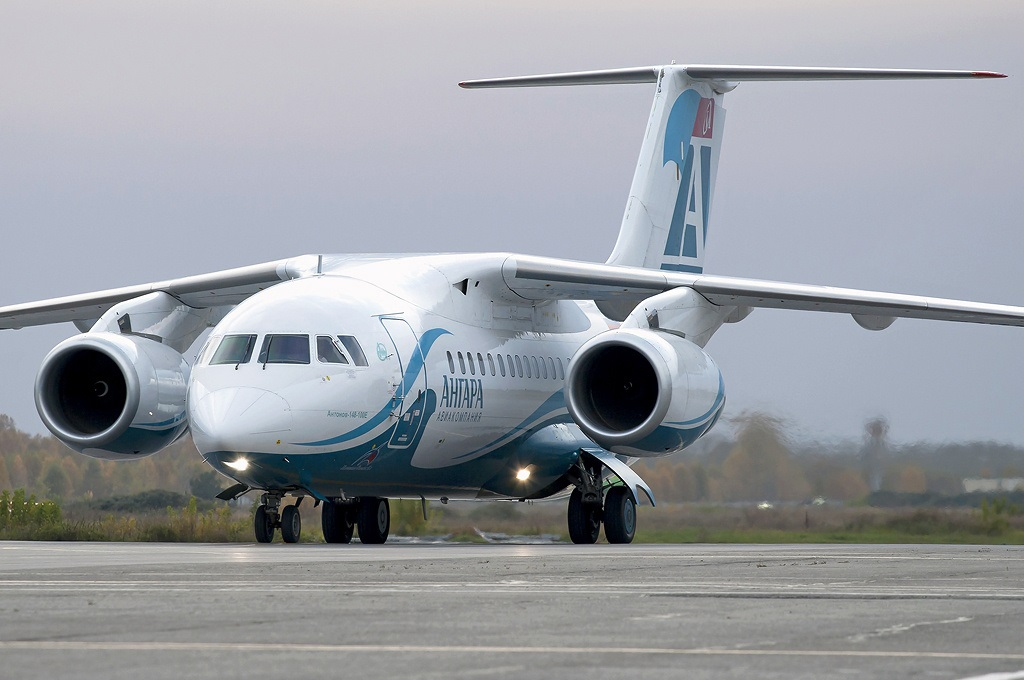
АН-148